# Museum Mensch und Natur

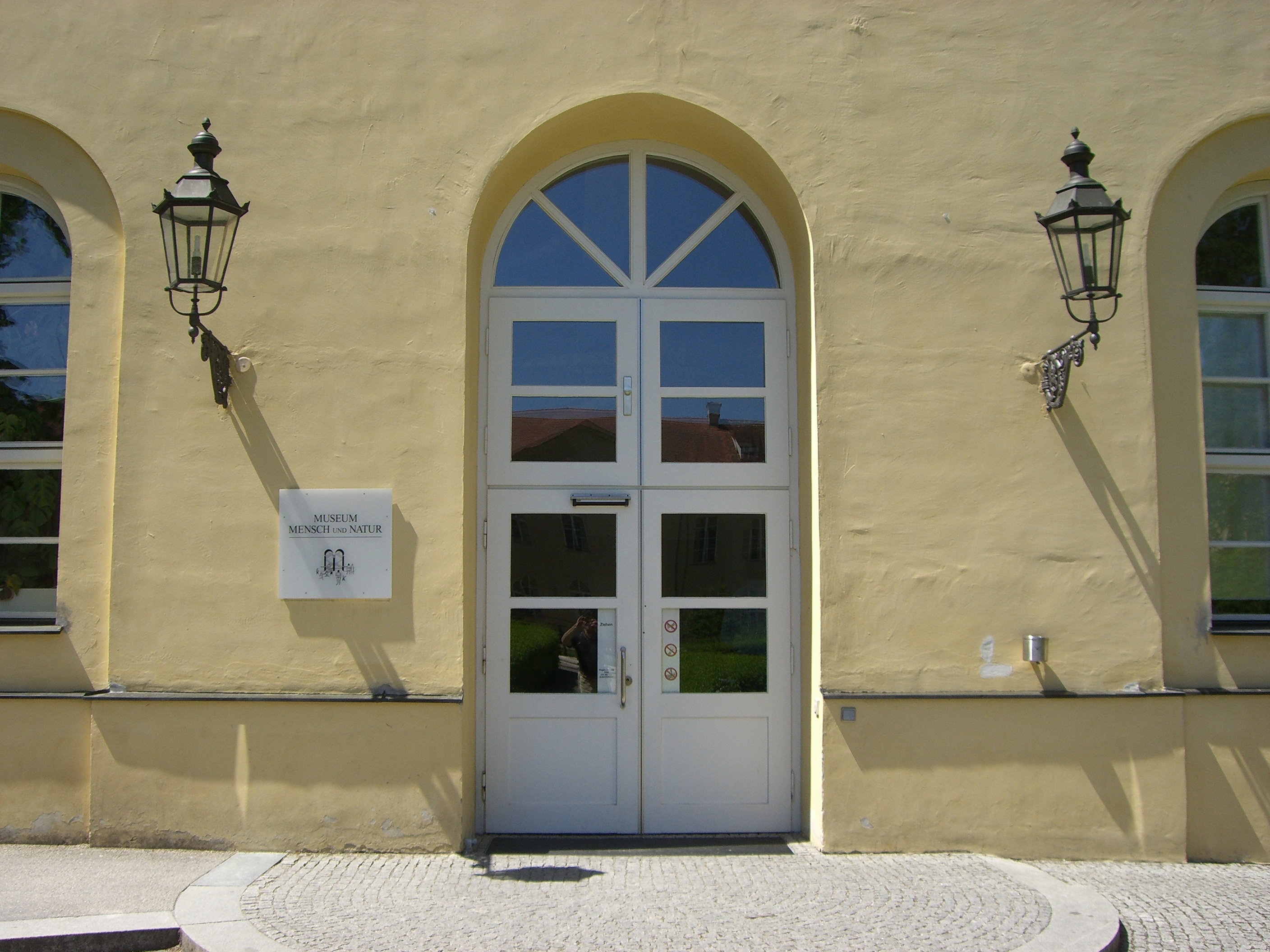
Eingangsbereich

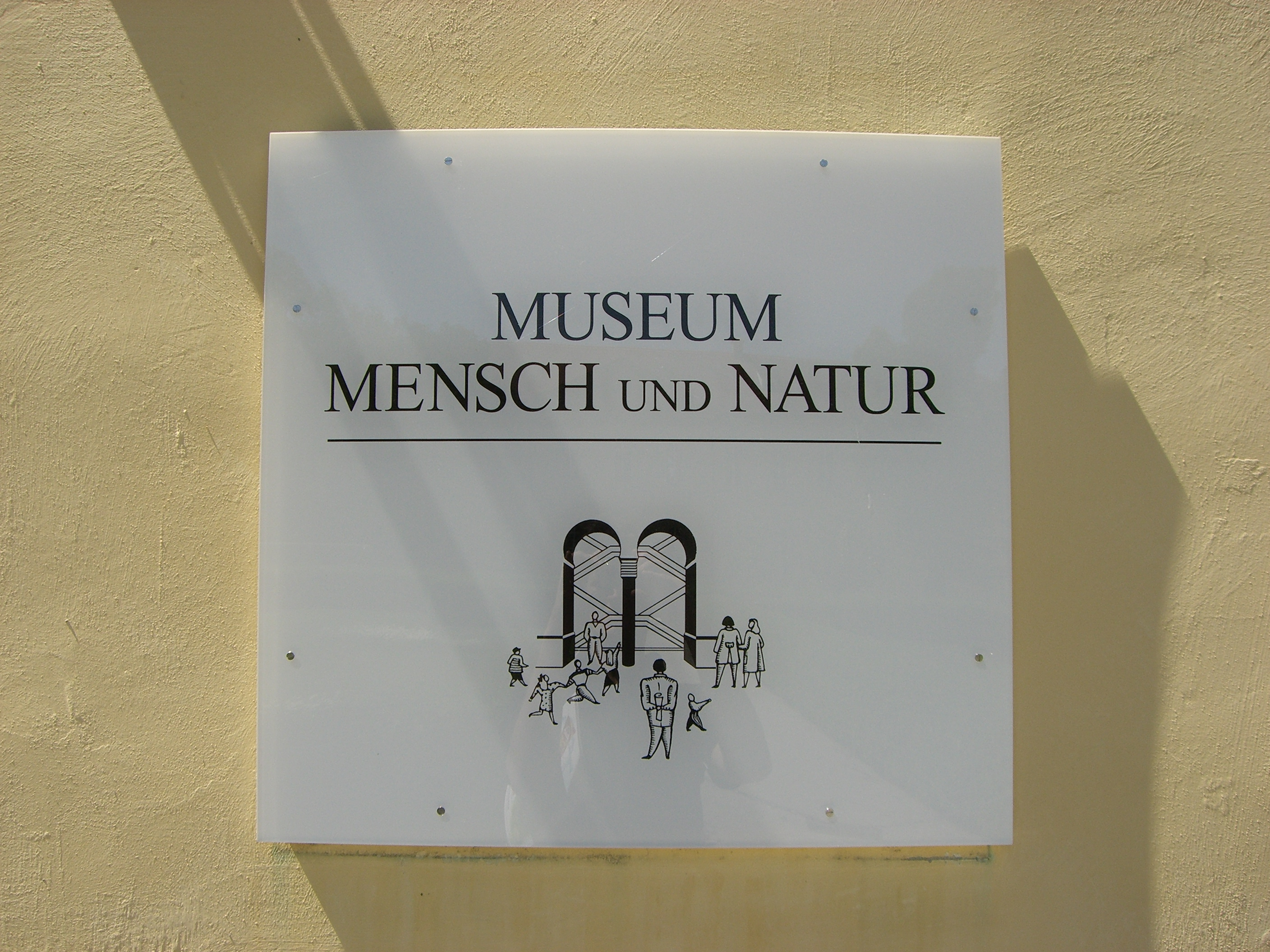
Museumsschild

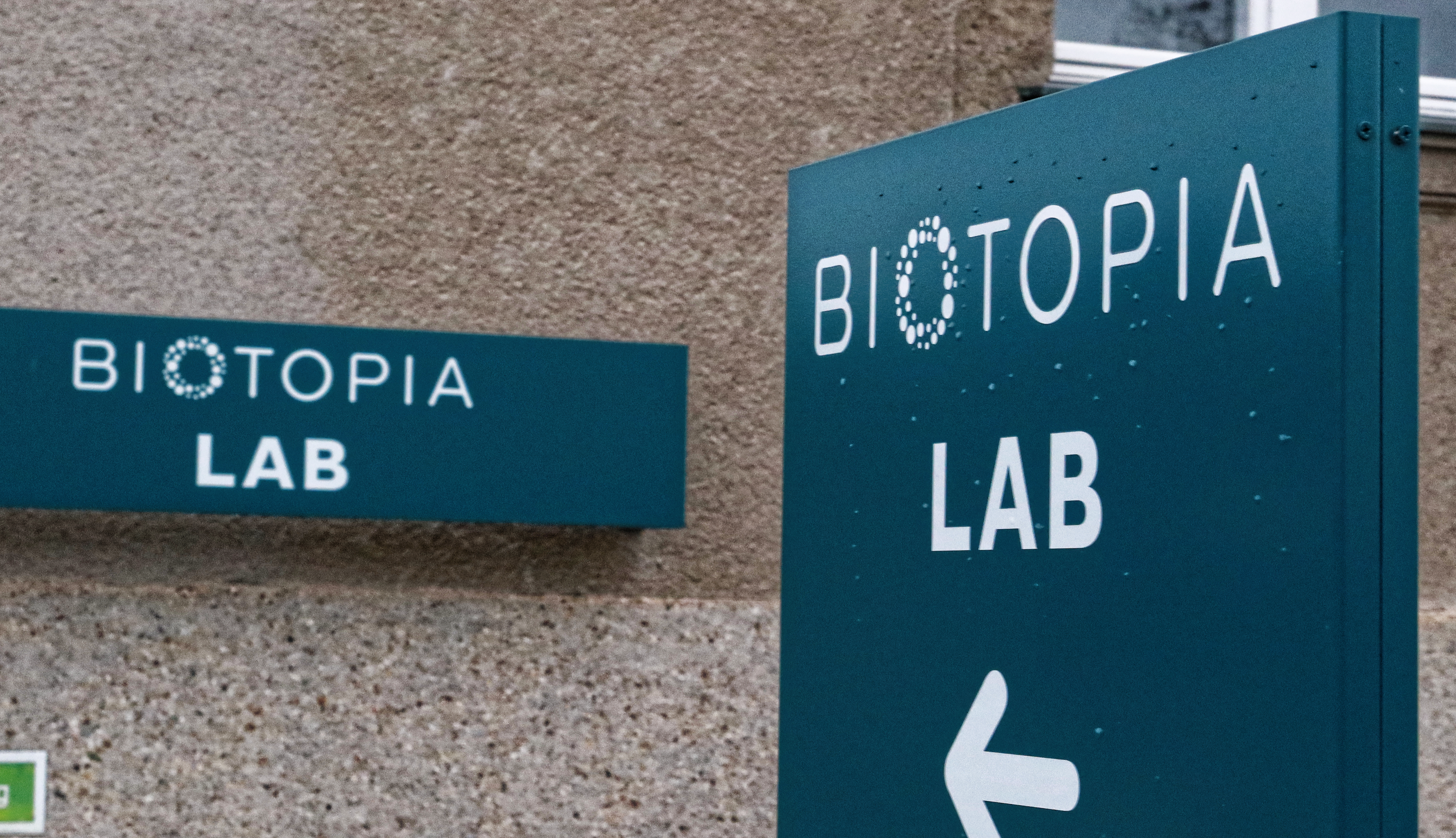
Geplant: Biotopia

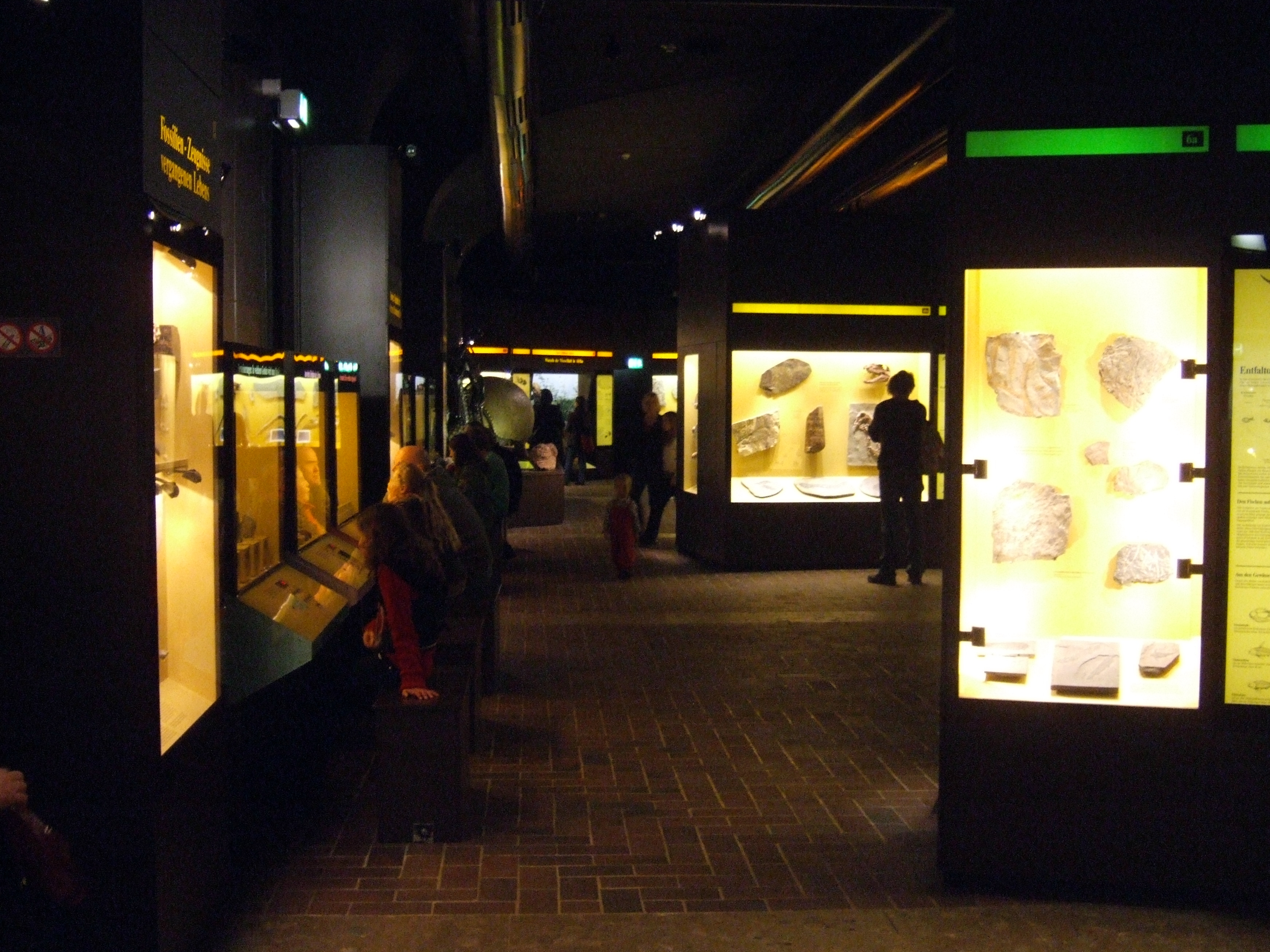
Die Geschichte des Lebens

Das Museum Mensch und Natur ist ein Naturkundemuseum im Nordteil von Schloss Nymphenburg in München. Es ist ein Museum der Staatlichen Naturwissenschaftlichen Sammlungen Bayerns. Auf 2500 Quadratmetern werden die Entstehung des Sonnensystems, die Geschichte der Erde und die Entwicklung des Lebens, aber auch die Anatomie und Biologie des Menschen, Ernährung und Umweltprobleme sowie das Verhältnis des Menschen zur Natur dargestellt. Speziell für Kinder gibt es die Abteilung „Spielerische Naturkunde“.
In dem Museum wird seit Anfang April 2008 auch der präparierte Braunbär JJ1 ausgestellt, wie bereits sein Vorgänger, der vor 170 Jahren erlegte letzte Braunbär Bayerns.

## Geschichte
Vorgänger des 1990 eröffneten Museums sind die 1944 durch Bombenangriffe zerstörten naturkundlichen Ausstellungsräume in der Alten Akademie, dem ehemaligen Kollegiengebäude des Jesuitenordens an der Neuhauser Straße in München und das 1938 im Nordflügel von Schloss Nymphenburg eröffnete Deutsche Jagdmuseum. Ab 1967 planten die Staatlichen Naturwissenschaftlichen Sammlungen ein modernes Museum für Naturkunde in München. Der Plan eines 120 Millionen DM teuren Museumsneubaus am Südlichen Oberwiesenfeld scheiterte 1983. 1984 ergab sich die Möglichkeit, im Nordflügel des Schlosses Nymphenburg das Museum Mensch und Natur einzurichten. Es wurde 1990 vom damaligen Bayerischen Ministerpräsident Max Streibl eröffnet.
Mit dem Umzug der Institute für Genetik und Mikrobiologie der Ludwig-Maximilians-Universität München vom benachbarten Gebäudekomplex nach Martinsried ergab sich die Chance, die lange geplante Erweiterung des Museums zu realisieren. 2014 beschloss der Freistaat Bayern die Erweiterung des Museums Mensch und Natur in einem neuen Gebäude, das auf dem Gelände des ehemaligen Fakultätsgebäudes entstehen soll. Die Ausstellungsfläche soll sich nach Plänen des Architekten Volker Staab von 2500 auf über 7000 Quadratmeter erweitern.
Das Museum soll unter dem Namen "Biotopia – Naturkundemuseum Bayern" neu eröffnet werden. 2021 wurde der Kostenaufwand für den geplanten Neubau auf ca. 200 Millionen Euro geschätzt.
Aufgrund der großen Nähe zum Schloss Nymphenburg äußerten Teile der Bevölkerung Bedenken wegen des geplanten Neubaus und der künftigen Architektur. Das zuständige Planungsteam und Architektenbüro reagierte darauf, indem daraufhin ein erster Entwicklungsstand unter Beachtung des Denkmalschutzes und der Entwürfe von Joseph Effner im Herbst 2017 vorgestellt wurde. Der Dialog zwischen Architektur, Denkmalschutz und Bevölkerung wird auch weiterhin aufrechterhalten. 2021 wurde angegeben, dass die Eröffnung des neuen Museums für das Jahr 2028 geplant ist. Während der Bauphase wird das bestehende Museum geschlossen sein. Für die Übergangsphase steht seit April 2021 in den Räumlichkeiten des Botanischen Gartens München mit dem Biotopia Lab eine Ausstellungs- und Veranstaltungsfläche zur Verfügung, die über die Themen und die Entwicklungsfortschritt des künftigen Museums informieren soll.